# زهک
زَهَک یکی از شهرهای استان سیستان و بلوچستان ایران است. این شهر، مرکز شهرستان زهک است.

## جمعیت
اکثریت جمعیت زهک را مردم بلوچ تشکیل داده اند.
جمعیت این شهر برپایه سرشماری سال ۱۳۹۵، برابر با ۱۳٬۳۵۳ تن بوده‌است.

## موقعیت جغرافیایی
شهرستان زهک در شمال شرقی استان سیستان و بلوچستان و در نقطهٔ پایانی جادهٔ ترانزیت و خط آهن که دارد ساخته می‌شود جای دارد.

## پیشینه
بر پایه آیین‌نامه هیئت وزیران، بخش شهرکی و نارویی از شهرستان زابل جداسازی شده‌است و به شهرستان زهک با مرکزیت زهک پیشبرد یافت.
این شهر دارای آب و هوایی گرم و خشک است. مردم آن کمابیش کشاورز و دامدار هستند و به انگیزه باشیدن دریاچه فصلی (فرگردی) هامون شماری از باشندگان به پیشه صیادی و ماهیگیری پیشه‌وری دارند.
از جاهای دیدنی این شهرستان می‌توان به چاه نیمه‌ها که در پنج کیلومتری شهر زهک جای دارند یاد کرد. کنش‌های پژوهشگری دانشگاه زابل در بنیاد پژوهشی و گردشگری بقیه ا۰۰۰ دانشگاه زابل در کنار چاه نیمه‌ها زمینه رشد و گسترش و آبادانی بخش کشاورزی را فراهم می‌سازند.
این شهرستان از ایستگاه پرورش ماهی زهک به نام تنها ایستگاه افزونکاری ماهیان افزونگری ماهیان گرم آبی در خاور کشور با گنجایش فراهم آوردن ۳ میلیون تکه بچه ماهی و دو کارگاه مدار بسته پرورش ماهیان سرد آبی با گنجایش ۱۰۰ تن در سال و فزونگری ماهیان سرد آبی با گنجایش ۵/۵ میلیون تن در سال و بهترین نژاد گاو سیستانی با اماری افزون بر ۱۴۰ هزار راس برخوردار می‌باشد.
سد زهک که در ۲۷ کیلومتری جنوب شرقی زابل قرار دارد رودخانه سیستان را به دو کانال بخشبندی می‌کند. یکی کانال طاهری و دیگری کانال شهر نامیده می‌شود.
ساخت دانشگاه آزاد زهک نیز از سال ۱۳۸۵ آغاز شده‌است.

## تاریخ
شهر هخامنشی دهانه غلامان یا دروازه بردگان در پیرامون زهک قرار دارد.
بررسی باستان‌شناختی در تپه گوری کهنه زهک به شناسایی دو دوره استقراری اشکانی و «اسلامی پسین» انجامیده‌است.

## افراد مشهور
ذبیح‌الله کوهکن فوتبالیست لیگ برتری و بازیکن باشگاه فوتبال ماشین‌سازی تبریز متولد زهک می‌باشد.